# Rocher des Baux
Le rocher des Baux est un sommet culminant à 1 433 m d'altitude dans le département français de l'Ardèche.

## Géographie
Le rocher des Baux est situé au sein du Massif central. Il s'élève sur la commune du Chambon dans le département de l'Ardèche.

## Hydrographie
La Dorne y prend sa source à une altitude de 1 300 m.